# Рон Муді
Рон Муді (англ. Ron Moody, уроджений Рональд Муднік (англ. Ronald Moodnick, 8 січня 1924 — 11 червня 2015) — британський актор.

## Біографія
Народився в районі Тоттенем на півночі Лондона в січні 1924 року в сім'ї євреїв, вихідців з Російської імперії та Литви. У 1930 році його сім'я офіційно змінила прізвище на Муді. В юності він збирався стати соціологом, для чого вступив до Лондонської школи економіки, але в підсумку, захопившись театром і кінематографом, вирішив стати актором.
Наприкінці 1950-х Рон Муді дебютував на британському телебаченні, а потім з'явився і на великому екрані. Серед перших його ролей в кіно — прем'єр-міністр Руперт Маунтджой в комедії «Миша на Місяці» (1963) і доктор Дріффолд Косгуд у вільній екранізації роману Агати Крісті «Найстрашніше вбивство» (1964), в яких його партнеркою була Маргарет Рутерфорд. Популярність акторові принесла роль Фейгіна в мюзиклі Керола Ріда «Олівер!», за мотивами роману Чарлза Діккенса «Пригоди Олівера Твіста». За цю роль він отримав премію «Золотий глобус» і приз VI Московського кінофестивалю, а також був номінований на «Оскара». Рік по тому Муді знявся ще в одній екранізації роману Діккенса — телевізійному фільмі «Девід Копперфілд». У 1970 році він зіграв Іпполіта Вороб'янінова в комедійній буфонаді Мела Брукса «Дванадцять стільців». У наступні роки своєї акторської кар'єри Рон Муді виконав ще півсотні ролей в декількох кінофільмах, телевізійних шоу і театральних постановках.